# Danganronpa: Trigger Happy Havoc
 (février 2017).
Si vous disposez d'ouvrages ou d'articles de référence ou si vous connaissez des sites web de qualité traitant du thème abordé ici, merci de compléter l'article en donnant les références utiles à sa vérifiabilité et en les liant à la section « Notes et références ».
Danganronpa: Trigger Happy Havoc (ダンガンロンパ 希望の学園と絶望の高校生), Danganronpa: Kibō no Gakuen to Zetsubō no Kōkōsei, litt. Danganronpa : l'Académie de l'Espoir et les Lycéens du Désespoir) est un jeu vidéo de type visual novel traitant de meurtres, développé et édité par Spike Chunsoft (anciennement Spike), et le premier jeu dans la série Danganronpa. Le jeu est d'abord sorti au Japon sur PlayStation Portable le 25 novembre 2010 puis fut édité sur iOS et Android le 20 août 2012. Le jeu est ensuite sorti le 14 février 2014 en Europe en anglais.
Le jeu ayant reçu de nombreuses critiques positives et étant un succès commercial, la suite, Danganronpa 2: Goodbye Despair, a été publié en 2012.
Un portage du jeu sur Playstation 4 nommé Danganronpa 1•2 Reload, combinant les deux premiers jeu de la série sort le 17 mars 2017.
Une équipe de traduction amatrice, Équipe Mirai, travaille à traduire en français les jeux depuis février 2016. La traduction de ce premier opus est disponible depuis le 1er janvier 2018.

## Synopsis[4]
L'académie Kibogamine (ou Hope's Peak Academy) est une école prestigieuse où seuls sont acceptés les étudiants triés sur le volet et ayant une très grande maîtrise ou connaissance dans un domaine particulier (combat, littérature, fanfiction, baseball…). Les élèves de Hope's Peak, connus sous le titre d'«Ultimes», sont perçus comme les espoirs de la nation et promis à un avenir brillant.
Le héros est Makoto Naegi, un adolescent n'ayant aucun talent particulier, mais qui est accepté à l'académie sous le titre d'«Ultime Chanceux» après avoir gagné un tirage au sort.
Après avoir franchi les portes de l'Académie pour son premier jour, il perd connaissance: à son réveil, il se réveille seul, dans une salle de classe d'Hope's Peak Academy. Makoto fini par rejoindre les 14 autres élèves dans la cafeteria. Peu après les présentations, les «Ultimes» fouillent le premier étage mais en vain, toutes les portes de sorties, fenêtres, issues et autres sont bloqués et fermées à clé. Monokuma, un étrange ours en peluche qui se présente comme le directeur, leur révèle qu'ils devront vivre pour le restant de leur jours dans l'Académie, sans possibilité de sortir ou de communiquer avec l'extérieur. Néanmoins, il existe un moyen de sortir : tuer un de ses camarades de classe sans se faire prendre par les autres permet de regagner l'extérieur. Lorsqu'un meurtre se produit, un procès de classe (Class Trial) a lieu, durant lequel les élèves doivent débattre pour trouver le coupable : si celui-ci est identifié, il est exécuté, mais si les autres élèves se trompent, alors ce sont eux qui doivent mourir, tandis que le coupable peut rejoindre l'extérieur.

## Système de jeu

### Généralités
Le jeu est divisé en plusieurs chapitres qui suivent tous le même schéma narratif. Durant la majeure partie d'un chapitre le joueur peut visiter chaque recoin de l'Académie Kibogamine pour tenter de percer le mystère de l'école. Les phases d'exploration sont divisées en deux parties : Vie quotidienne et Class trial.

### Vie quotidienne

#### Daily Life
Le Daily Life (Vie Quotidienne) se déroule au début de chaque chapitre. Durant cette période, le joueur peut fouiller l'académie à la recherche de points-clé pour faire avancer l'histoire. Elle est ponctuée de «Free Times Events» (Evènements de Temps Libre) durant lesquels le joueur peut passer du temps avec ses camarades pour en apprendre plus sur eux, ce qui lui permettra de gagner des capacités supplémentaires avant les Class Trials. De nouvelles zones de l'académie sont débloqués au fur et a mesure de l'avancée de l'histoire. Le joueur peut interagir avec son environnement et certains objets peuvent donner des pièces Monokuma à utiliser pour acheter des cadeaux à offrir.

#### Deadly Life
Dès qu'un meurtre se produit, le jeu entre en Deadly Life (Vie Mortelle). Durant cette période, le joueur doit examiner la scène du crime et autres lieux pour récolter des Truth Bullets (Balles de Vérité), des preuves en forme de balles de revolver qu'il peut utiliser pendant les Class trials pour réfuter les arguments des camarades. Plus le joueur avance dans le jeu, plus les preuves sont nombreuses. Ces preuves peuvent aussi inclure des témoignages. Toutes les preuves récoltés sont enregistrées dans le livret électronique. Lorsque toutes les preuves sont récoltés, le jeu passe en phase class trial.

### Class Trial
Tous les élèves sont invités à rentrer dans la salle du jugement. Les élèves discutent du potentiel suspect et coupable. Le déroulement d'un procès alterne entre différentes phases qui sont autant de mini-jeux destinés à faire entendre ses arguments. Le but de cette partie du chapitre est de révéler le meurtrier. L'influence du joueur est représenté par des cœurs, il en perd en cas de mauvaise argumentation et en gagne en cas de bonne argumentation. Le procès se termine si le joueur n'a plus d'influence ou n'a plus de temps restant. A la fin du procès, le joueur obtient une note et est récompensé par des pièces Monokuma. Le procès alterne entre différentes phases représenté par des mini-jeux.

#### Non-Stop Debate
Le Non-Stop Debate (Débat continu) consiste en une série d'arguments, enchaînés les uns aux autres sans pause entre eux. Le joueur doit tirer sur les arguments des adversaires, marqués par du texte orange, pour les réfuter; de plus, à certains moments, le joueur doit tirer sur un argument pour transformer celui-ci en Truth Bullet qui peut ensuite être utilisé contre un autre argument: cette action est communément appelée un Truth Flashback. De temps en temps du texte violet apparaît pour gêner le joueur: il faudra tirer dessus avec des tirs normaux, des tirs avec des Truth Bullets entraînant une pénalité. Il est également possible de ralentir le débat et de gagner un peu de temps en utilisant sa concentration pour tirer plus facilement sur les arguments.

#### Hangman's Gambit
Durant le Hangman's Gambit (Pari du Pendu), le joueur entre dans les pensées du protagoniste et doit former un mot en tirant sur des lettres. Elles ont un code couleur, indiquant combien de tirs il faut pour les abattre. Tirer sur les mauvaises lettres entraîne une pénalité de temps.

#### Bullet Time Battle
Le Bullet Time Battle apparaît quand un camarade refuse d'écouter le raisonnement du joueur. Dans cette phase, le joueur doit appuyer en rythme sur les boutons. Quand une bulle apparaît, elle sera automatiquement verrouillée et le joueur doit appuyer sur la touche de tir pour l'abattre, ce qui fera baisser la vie du coupable. Une fois la barre presque vide, le joueur devra tirer un dernier Truth Bullet pour finir le mini-jeu.

#### Closing Argument
Le Closing Argument (Plaidoyer de fin) résume le crime. Pour cela, le joueur doit reconstruire des planches de manga en plaçant les bonnes cases aux bons endroits, certaines d'entre elles étant incorrectes. Makoto raconte le déroulement du meurtre et confronte le coupable face aux preuves.

### Mode Ecole
Le mode école est un mode bonus qui ne se débloque qu'après avoir fini le jeu une première fois. Ce mode n'est disponible que sur les versions PSVita, PC et Playstation 4. Dans ce monde alternatif, l'objectif est de rapporter divers matériels à Monokuma. Il est également possible de discuter avec les autres élèves et d'améliorer des compétences spécifiques à ce mode. Ce mode propose de partir en voyage avec d'autres élèves en utilisant des tickets de voyage.

## Accueil

### Réception
Le jeu a globalement été bien reçu

### Ventes
Lors de sa première semaine de vente au Japon, un total de 25 564 copies ont été vendues. Pendant la durée de vie de la PSP, un total de 258 250 copies ont été vendues.
Le 29 avril 2015, pour le premier et second opus réunit, un total de 200 000 copies vendues ont été enregistrées en Europe et aux États-Unis uniquement sur PSvita.
En octobre 2021 plus d'un million de copies ont été vendues sur PC.

### Récompenses
En 2014 GameFan a récompensé le jeu comme le "Meilleur Jeu de L'année" (Game of the Year), "La meilleure exclusivité portable de Sony" (Best Sony Portable Exclusive Game) et "le meilleur jeu d'aventure" (best adventure game).Game Informer le désigne comme "La meilleure exclusivité Vita" (Best exclusive Vita) et "le meilleur jeu d'aventure".En 2017, les lecteurs de Famitsu ont voté Danganronpa comme le 4e meilleur jeu d'aventure.